# Tearing Us Apart
Tearing Us Apart ist ein Pop-Rock-Song, der von Eric Clapton und Greg Phillinganes geschrieben wurde. Veröffentlicht wurde das Duett mit Tina Turner am 24. November 1986 auf dem Album August und im März 1987 als Single.
Des Weiteren erschien der Song auf den Konzertfilmen Live 1986, Live in Hyde Park und Live at Montreux 1986 und auf dem Kompilationsalbum Clapton Chronicles: The Best of Eric Clapton. Auch Tina Turner veröffentlichte den Titel auf dem Live-Album Tina Live in Europe.
Im Jahr 1986 trugen Clapton und Turner den Song mit einer All-Star-Band, u. a. aus Elton John (Flügel), Mark Knopfler und Phil Collins (Schlagzeug) bestehend, auf dem Prince’s Trust All-Star Rock Concert in der Wembley Arena vor. Auch in den 1990er Jahren spielte Clapton den Song regelmäßig – zu unveröffentlichten Mitschnitten von 24 Nights und auf dem Knebworth-Konzert von 1990.

## Entstehung und Aufnahme
Als Clapton gemeinsam mit Lory Del Santo in eine Wohnung am Berkley Square in London zogen, war Clapton, der Jahre lang auf dem Land gelebt hatte, genervt von dem Lärm und Verkehr in der Stadt. In seiner Biografie beschreibt er: „Um mich abzulenken, stopfte ich die Wohnung mit Aufnahmegeräten voll, damit ich Demos für mein nächstes Album produzieren konnte“. Während dieser Zeit entstand auch Tearing Us Apart – „ein Song, in dem es um „das Komitee“ ging, die Gruppe von Patties Freundinnen, denen ich vorwarf, sich zwischen uns gestellt zu haben“, so Clapton. Dies unterstreicht er auch in der Liedzeile: „They’re tearing us apart“ („Deine Freunde reißen uns auseinander“).
Die Aufnahme fand in New York City statt. An dem Titel wirkten neben Eric Clapton und Tina Turner als Gitarrist, Sänger bzw. Sängerin auch Nathan East als Bassist, Phil Collins am Schlagzeug und als Produzent mit, sowie Greg Phillinganes am Keyboard.

## Rezeption und Chartplatzierungen
Kritiker Richard Gilliam der Musikwebsite Allmusic fand, dass Tearing Us Apart ein „überlegend gefertigtes Stück Musik“ sei und „erfolgreich populäre Stile der 80er Jahre“ ausgeschöpft habe. Weiter erwähnt Gilliam, dass der Titel „angenehm“ sei. Kritiker William Ruhlmann vermerkte, dass Clapton auf dem Titel „leidenschaftlich“ („fiercely“) singt und Gitarre spielt. 1987 belegte die Single Platz 56 der britischen Single-Chart und Platz 5 der Billboard Mainstream-Rock-Songs-Chart.